# Le Fousseret
Le Fousseret is een gemeente in het Franse departement Haute-Garonne (regio Occitanie). De plaats maakt deel uit van het arrondissement Muret. Le Fousseret telde op 1 januari 2022 1.875 inwoners.

## Geografie
De oppervlakte van Le Fousseret bedroeg op 1 januari 2022 38,31 vierkante kilometer; de bevolkingsdichtheid was toen 48,9 inwoners per km².

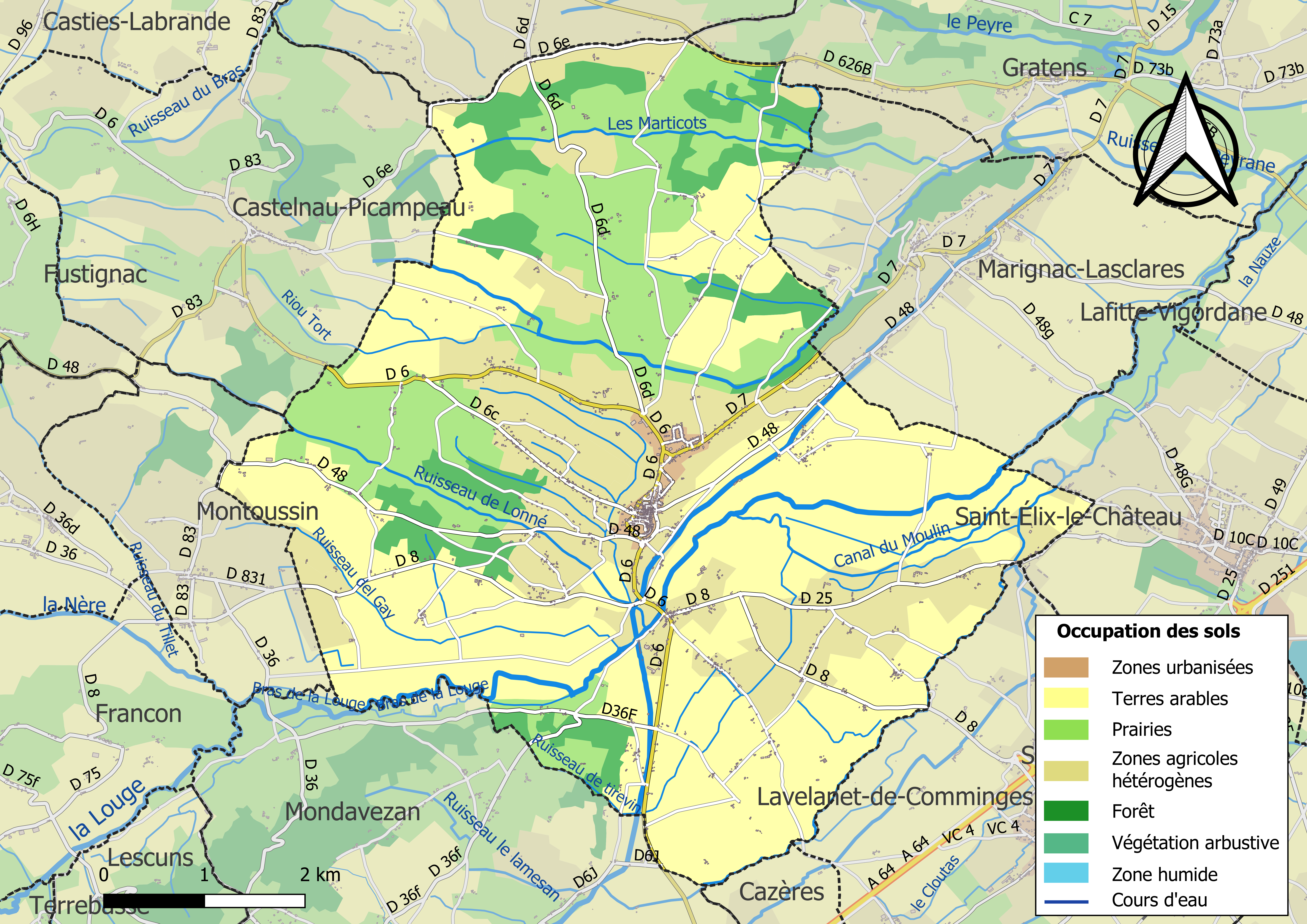
Kaart van de gemeente met belangrijkste infrastructuur, bodemgebruik en omliggende gemeenten

## Demografie
Onderstaande figuur toont het verloop van het inwonertal (bron: INSEE-tellingen).